# Szársomlyó
Szársomlyó (Harsányi-hegy, Nagyharsányi-hegy) je najviše brdo na Viljanskoj planini.
Visoka je 442 m, a nalazi se u Baranjskoj županiji.
U podnožju se nalaze naselja Aršanjac (sjeveroistočno), Haršanj (jugozapadno) i Viljan. 7 km zapadno je gradić Šikloš, a sjeverno se nalaze Keveša, 4 km prema sjeveru je Ivanj, 2,5 km sjeverno-sjeverozapadno se nalazi Jakobovo, Tapoca je 2,5 km jugoistočno, a Veliko Selo 4 km zapadno-sjeverozapadno.
Na ovom brdu se 12. kolovoza 1687. odigrala Haršanjska bitka.

## Geologija
U vrijeme mezozoika se ovdje nataložio vapnenački sediment. Brdo je bilo okruženo Panonskim morem u pliocenu.
7. travnja 1994. je nakon eksplozije u rudniku otkrivena špilja. Eksplozija je razotkrila stalaktite i stalagmite i špiljske prolaze. Špiljski sustav se nalazi na zapadnom dijelu brda. Nađeni su fosili kralješnjaka iz doba pleistocena.

## Klima
Klima ovog brda pokazuje mediteranske karakteristike, a posebice je topla njegova južna strana, o čemu svjedoče nasadi vinove loze.
Prosječni godišnji broj sunčanih sati je velik, od 2000-2100 sati. Prosječna godišnja temperatura je 11 ° C. Padaline su mediteranskog lice, raspodijelile su se tako da postoje dva maksimuma, proljetni i jesenski.

## Gospodarstvo
Na ovom brdu je kamenolom još od starog Rima. Više od tisućljeća eksploatacije tog kamenoloma je izjelo jednu stranu Szársomlya.

## Vanjske poveznice
- (mađ.) Székely Kinga-Takácsné Bolner Katalin:A Nagyharsányi-kristálybarlang  Arhivirana inačica izvorne stranice od 22. veljače 2007. (Wayback Machine)
- (mađ.) Szebényi Anita:Nagyharsány hegye, a Szársomlyó